# Shannonomyia (Shannonomyia) umbra
Shannonomyia (Shannonomyia) umbra is een tweevleugelige uit de familie steltmuggen (Limoniidae). De soort komt voor in het Neotropisch gebied.